# Kokšov-Bakša
Pour les articles homonymes, voir Baksa.
Kokšov - Bakša (allemand : Kaxau - Bakscha) est un village de Slovaquie situé dans la région de Košice.

## Histoire
Première mention écrite du village en 1262.
La localité fut annexée par la Hongrie après le premier arbitrage de Vienne le 2 novembre 1938. En 1938, on comptait 422 habitants dont 2 juifs. Elle faisait partie du district de Košice, en hongrois Kassai járás. Durant la période 1938 -1945, le nom hongrois Koksóbaksa était d'usage. À la libération, la commune a été réintégrée dans la Tchécoslovaquie reconstituée.

## Démographie

### Évolution de la population
| Année:               | 1994. | 2004.   | 2014.    | 2024.    |
| -------------------- | ----- | ------- | -------- | -------- |
| Nombre de personnes: | 1078  | 1046    | 1174     | 1335     |
| Différence:          |       | -2,96 % | +12,23 % | +13,71 % |

| Année:               | 2023. | 2024.   |
| -------------------- | ----- | ------- |
| Nombre de personnes: | 1310  | 1335    |
| Différence:          |       | +1,90 % |